# Bandona boninensis
Bandona boninensis is een hooiwagen uit de familie Assamiidae. De wetenschappelijke naam van Bandona boninensis gaat terug op Suzuki.